# Xu Shaoyang
Xu Shaoyang (née le 9 février 1983) est une athlète chinoise spécialiste du lancer du disque. 

## Carrière
En 2007, Xu Shaoyang devient championne d'Asie au lancer du disque avec 61,30 m. Elle devance sa compatriote Li Yanfeng.

### Palmarès
| Année | Compétition                  | Lieu              | Résultat | Performance |
| ----- | ---------------------------- | ----------------- | -------- | ----------- |
| 2000  | Championnats du monde junior | Santiago du Chili | 1re      | 54,41 m     |
| 2002  | Championnats du monde junior | Kingston          | 2e       | 57,87 m     |
| 2003  | Championnats d'Asie          | Manille           | 3e       | 58,13 m     |
| 2003  | Universiade                  | Daegu             | 3e       | 58,64 m     |
| 2007  | Championnats d'Asie          | Amman             | 1er      | 61,30 m     |
| 2009  | Championnats du monde        | Berlin            | 13e      | 61,02 m     |

### Records
| Épreuve          | Performance | Lieu         | Date            |
| ---------------- | ----------- | ------------ | --------------- |
| Lancer du disque | 63,29 m     | Shijiazhuang | 10 octobre 2008 |